# ME! (pjesma Taylor Swift)
"Me!" je pjesma američke kantautorice Taylor Swift s Brendonom Uriejem iz Panic! At The Disco, koju je izdala kuća Republic Records 26. travnja 2019., kao singl sa Swifinog sedmog studijskog albuma Lover. 

## Promocija
Krajem veljače 2019. godine ljubitelji su počeli teoretizirati o sedmom albumu pjevačice, temeljeći teorije na Swiftinim objavama na Instagramu 24. veljače. Istaknuli su da na jednoj fotografiji na Swifitnom Instagramu ima 61 zvijezda - a kako se ispostavilo, između 24. veljače, kada je postavljena originalna Instagram fotografija, i 26. travnja, zadirkivani datum je točno 61 dan. Teorija o 61 zvijezde kao odbrojavanje do 26. travnja ima veze s novom glazbom je potvrđena 13. travnja 2019. na Swiftinom Instagram profilu. 
25. travnja je saznano da mural leptira u Nashvilleu u Tennesseeju, koji je naslikan tih dana, povezan s nadolazećom glazbom Swift, koja će biti objavljena 26. travnja 2019., odbrojavanje se pojavilo na njenim društvenim mrežama. Swift je kasnije objavila svoju Instagram priču da je naručila mural i stavila tragove o "pjesmi" i novoj glazbi na sliku. Kasnije je rekla kako će njena nova pjesma izaći u ponoć (6 sati CET).

## O pjesmi
"ME!" je bubblegum pop pjesma koju su napisali Swift, Urie i Joel Little, a koju su producirali Little i Swift. U intervjuu s Robin Roberts, Swift je opisala pjesmu kao "prihvaćanje svoje individualnosti i samog sebe",  rekavši da "s pop pjesmom imamo mogućnost dobiti melodiju zaglavljenu u glavama ljudi, a ja samo želim da ih ona potakne da se osjećaju bolje o samome sebi, a ne loše".

## Glazbeni video
Spot je premijerno prikazan 26. travnja 2019. na Swifitnom YouTube Kanalu, a snimanje spota je započelo u siječnju. Redatelji spota su Dave Meyers i Taylor Swift. Video je osvojio Vevov rekord, kao i YouTubeov rekord za većinu pregleda u prvih 24 sata za vodeći ženski videozapis, a ujedno je i treći najgledaniji video s ukupnim pregledom od 65,2 milijuna pregleda.
Swift je također javno izjavila kako u spotu ima veliki broj skrivenih detalja koji fanovi svaki dan pronalaze. U spotu se, među ostalim detaljima, skriva i naziv sljedećeg singla te naziv novog sedmog studijskog albuma. 

## Nastup uživo
Swift i Urie su otvorili Billboard Music Awards 2019 godine s izvedbom pjesme "ME!" 1. svibnja. 21. svibnja Swift i Urie nastupali su tijekom finala četrnaeste sezone The Voice USA. 23. svibnja Swift je sama nastupila tijekom finala Njemačkog Topmodela, a 23. svibnja je nastupala na The Graham Norton Show u Londonu. 25. svibnja je nastupila s pjesmom "Me!" tijekom Francuskog The Voice te je također nastupila zajedno s kandidatima s pjesmom "Shake It Off".

## Zasluge[8]
- Taylor Swift – vokali, tekst, produkcija
- Brendon Urie – vokali, tekst
- Joel Little – produkcija, tekst, bubnjevi, gitara, klavijature, programiranje zapisa, programiranje sintisajzera
- John Rooney – pomoć u inženjerstvu snimanja, osoblje u studiju
- Serban Ghenea – miksanje, osoblje u studiju
- John Hanes – miksanje, osoblje u studiju

## Ljestvice
| Ljestvice                  | Najviša pozicija |
| -------------------------- | ---------------- |
| Argentina                  | 42               |
| Australija                 | 2                |
| Austrija                   | 7                |
| Belgija                    | 4                |
| Češka                      | 5                |
| Danska                     | 19               |
| Finska                     | 16               |
| Francuska                  | 16               |
| Hrvatska                   | 3                |
| Irska                      | 10               |
| Italija                    | 19               |
| Izrael                     | 10               |
| Kanada                     | 2                |
| Mađarska                   | 1                |
| Njemačka                   | 12               |
| Novi Zeland                | 3                |
| Portugal                   | 11               |
| Sjedinjene Američke Države | 2                |
| Slovenija                  | 20               |
| Ujedinjeno Kraljevstvo     | 3                |